# Вант (мифология)
Вант (Ванф) — этрусская богиня, обитавшая в мире мёртвых. Она была связующим звеном между людьми и загробным миром, своим взглядом посылая людям смерть, сопровождая души умерших, охраняя их в случае необходимости и открывая врата этого мира. В её руках был факел, освещавший путь в преисподнюю. Вант же и судила мертвецов по их делам на земле. Она часто изображалась со свитком или диптихом в руке, другими её атрибутами были ключ и меч. Вант, в отличие от угрожающего Хару, изображается как доброжелательная по отношению к покойным богиня.